# Cerro El Centinela (Torreón)
El Cerro El Centinela es una montaña en el polígono sur del Municipio de Torreón, estado de Coahuila, México; es la mayor elevación de la Sierra de Jimulco. La cima del Cerro El Centinela está a 3,146 metros sobre el nivel del mar, con 1,647 metros de prominencia; por lo que es un pico ultraprominente, y tiene 171.17 kilómetros de aislamiento.

## Clima
El área tiene clima semiárido cálido (BSh). La temperatura media anual es de 24 °C, el mes más caluroso es mayo con temperatura promedio es de 32 °C, y el más frío es diciembre con 14 °C. La precipitación media anual es de 535 milímetros, el mes más húmedo es septiembre con un promedio de 163 mm de precipitación, y el más seco es marzo con 3 mm de precipitación.

## Deportes de montaña
El cerro es frecuentado por montañistas, el recorrido hacia la cumbre no presenta dificultades técnicas, pero demanda condición física por su longitud y su exposición completa al sol. El récord de ascenso y descenso es de 4 horas y 18 minutos por el lagunero Adrián González Jiménez.